# Anekal
Anekal egy taluka (adminisztrációs kerület) Bengaluruban. Ez a taluka Bengaluru déli részén található, a belvárostól 40 kilométerre.
Anekal leggyakrabban használt nyelve a kannada.
Itt található Chenna Kesava temploma, amelyet a hiedelmek szerint a Mahábháratából ismert Arjuna alapított. Anekal szintén híres a nagy karnatakai fesztiválról, a karagaról. 5 kilométerre egy szép kiránduló hely,  Muthyalamaduvu található kis vízeséssel.